# توني رولدان
توني رولدان هو اقتصادي وسياسي إسباني، ولد في 14 مايو 1983 في برشلونة في إسبانيا. نشط حزبياً في مواطنون (سبتمبر 2015 – سبتمبر 2015). في انتخابات مجلس النواب الإسباني 2019 ‏، انتخب عضو مجلس النواب الإسباني ‏ عن دائرة Barcelona (Congress of Deputies constituency) ‏ وقد انضم خلال فترته النيابية ‏ (20 مايو 2019 – 26 يونيو 2019) للكتلة البرلمانية Parliamentary Group Citizens ‏ وفي Elections to the Congreso de los Diputados in 2016 ‏، انتخب عضو مجلس النواب الإسباني ‏ عن دائرة Barcelona (Congress of Deputies constituency) ‏ خلال فترته النيابية ‏ (7 يوليو 2016 – 21 مايو 2019) وفي Elections to the Congreso de los Diputados in 2015 ‏، انتخب عضو مجلس النواب الإسباني ‏ عن دائرة Barcelona (Congress of Deputies constituency) ‏ خلال فترته النيابية ‏ (7 يناير 2016 – 19 يوليو 2016).